# Gianluigi Lentini
Gianluigi Lentini (Carmagnola, 27 de março de 1969) é um ex-futebolista italiano que atuava como ala.
Com um futebol dos mais vistosos do final da década de 80 e início da de 90, se destacado principalmente durante sua passagem pelo Torino e Milan, Lentini deteve durante quatro anos o título de transferência mais cara da história, quando o Milan pagou 13 milhões de libras por seu passe ao Torino, em 1992.

## Carreira
Nascido na pequena Carmagnola, província de Turim, Lentini despontou para o futebol muito cedo, tendo como principal característica os cruzamentos perfeitos para dentro da área, os quais desenvolveu durante seus anos nas categorias de base do Torino. Sua estreia na equipe profissional do Toro aconteceu com apenas 17 anos, disputando durante a temporada 1986/87 11 partidas e mais 11 na temporada seguinte.
Para ganhar experiência, fora emprestado após suas duas temporadas iniciais no Torino ao Ancona, que disputava na época a Serie B. Sua passagem seria muito boa, tendo "explodido" para o futebol. Atuando em 37 (das 38 do campeonato) partidas e marcando quatro vezes, Lentini se firmou como titular absoluto do time, sendo um dos grandes destaques do torneio, mesmo com a modesta décima-terceira posição do clube.
Com suas boas atuações, retornou ao Torino, porém, para disputar novamente a Serie B. Após péssima campanha na elite italiana, o clube acabou sendo rebaixado. Agora disputando a segunda divisão pelo Torino, Lentini seria uma das principais peças do clube no título e retorno à primeira divisão, sendo o primeiro da sua carreira. Na temporada seguinte, disputando novamente a primeira divisão, ajudou o clube a conquistar uma vaga na extinta Copa da UEFA (atual Liga Europa). Ao todo, disputaria 34 partidas e marcaria cinco vezes e terminaria a temporada com mais um título, desta vez a extinta Copa Mitropa.
As suas boas apresentações lhe renderam sua primeira convocação para a Seleção Italiana. A estreia aconteceu no dia 13 de fevereiro de 1991, no empate em 0 x 0 com a Bélgica.
A temporada seguinte, apesar de não conquistar nenhum título, foi ainda mais brilhante para Lentini e para o Torino: com grandes atuações do ala, os granata chegaram à final da Copa da UEFA, depois de eliminar o Real Madrid nas semifinais, porém, terminariam com o vice-campeonato, após dois empates (2 x 2 e 0 x 0) com o Ajax, perdendo o título por conta dos gols marcados fora de casa pelo Ajax, e terminaram em terceiro lugar no italiano, atrás apenas de Juventus e Milan.
O Milan, aliás, seria seu próximo destino, após os dois clubes (Juventus e Milan) lutarem por sua contratação. Para levar a promessa, o Milan desembolsou 13 milhões de libras (algo em torno de 30 milhões de euros atualmente), transformando Lentini na maior transação da história do futebol até então. A quantia era tão fora dos padrões da época que o governo chegou a suspeitar de lavagem de dinheiro. Nunca nada foi provado.
Logo em sua primeira temporada, seria um dos grandes destaques da equipe que conquistou o título italiano, disputando 30 partidas e marcando sete gols. Apenas Alessandro Costacurta e Paolo Maldini disputaram mais partidas no torneio, com 31. No cenário europeu, acabaria ficando com mais um vice-campeonato, após derrota na final da Liga dos Campeões da UEFA para o Olympique de Marseille.
No verão do mesmo ano, contudo, um acidente de carro transformou a vida de Lentini. O jogador viajava de Turim para Piacenza durante as férias, quando o pneu do seu Porsche furou e o fez colidir a uma velocidade de quase 200 km/h. Lentini fraturou o crânio e ficou em estado de coma por mais de 24 horas. Só voltou aos gramados no final daquela temporada, mas nunca mais foi o mesmo.
Após disputar poucas partidas desde seu acidente, se transferiu na temporada 1996/97 para a Atalanta. Sob o comando do treinador Emiliano Mondonico e ao lado de Filippo Inzaghi, Lentini apresentou lampejos do futebol de outrora e ajudou os nerazzurri a fazerem uma boa campanha. Assim, o ala despertou novamente o interesse do Torino, que pagou cerca de cinco milhões de euros para o seu retorno. Foram mais três anos vestindo as cores do Toro com alguma constância, mas sem muito brilho.
No início de 2001, prestes a completar 32 anos, Lentini se transferiu para o Cosenza, que quase conseguiu ajudar a chegar à Serie A, em sua temporada de estreia. Dois anos mais tarde, o clube passou por uma grande crise financeira que o fez ter que recomeçar da Serie D. Lentini , capitão do time e amado pela torcida, ficou e jogou pela equipe durante uma temporada ainda, antes de se transerir para o Canelli, para disputar apenas torneios regionais e receber modestos 2,5 mil euros mensais.
Jogando em meio a jogadores amadores, o ala se deu bem mesmo com a idade avançada: em quatro anos marcou 49 gols e conseguiu uma mudança para o Saviglianese. para jogar o Campionato di Promozione, que dá vagas na Serie D. Lá, foi artilheiro e permaneceu durante uma temporada, seguindo para o Nicese, que disputa a sexta divisão. Aposentou-se definitivamente como jogador em 2012, quando atuava pelo Carmagnola, equipe amadora de sua cidade natal, aos 43 anos.

## Vida pessoal
Casado com a sueca Alexandra Carlsson, Lentini tem um filho, Nicholas (nascido em 1996), que atua como goleiro e também foi revelado pelo Torino.
Ele ainda chegou a se envolver numa polêmica em 1996, enquanto se recuperava do acidente automobilístico: foi descoberta sua relação com Rita Schillaci, então esposa de Salvatore Schillaci (artilheiro da Copa de 1990), que sempre visitava o ala durante o período em que ele ficou internado.

## Títulos
Torino
- Série B: 1989–90 e 2000–01
- Copa Mitropa: 1991

Milan
- Liga dos Campeões da UEFA: 1993–94
- Série A: 1992–93, 1993–94 e 1995–96
- Supercopa da Itália: 1992, 1993 e 1994
- Supercopa da UEFA: 1994

Canelli
- Eccellenza Piemonte-Vale de Aosta: 2005–06